# Zosteractis interminata
Zosteractis interminata är en mångfotingart som beskrevs av Loomis 1943. Zosteractis interminata ingår i släktet Zosteractis och familjen Zosteractiidae. Inga underarter finns listade i Catalogue of Life.